# Paralomis mendagnai
Paralomis mendagnai is een tienpotigensoort uit de familie van de Lithodidae. De wetenschappelijke naam van de soort is voor het eerst geldig gepubliceerd in 2003 door Macpherson.